# Batalha de Lincoln (1141)
A Batalha de Lincoln, também chamada de a Primeira Batalha de Lincoln, ocorreu em 2 de fevereiro de 1141. O rei Estêvão de Inglaterra foi capturado durante a batalha e deposto por um curto período de tempo por sua rival Matilde de Inglaterra.

## Relato
Roberto, 1.º Conde de Gloucester e Ranulfo de Gernon, 4º Conde de Chester avançaram contra as posições do Rei Estêvão de Inglaterra com uma grande força enquanto ele e seu exército cercavam o Castelo de Lincoln no início de 1141. Quando ele soube das notícias, Estêvão reuniu um conselho para decidir se caminhava para a batalha ou se retirava para reunir mais soldados: o rei decidiu lutar.

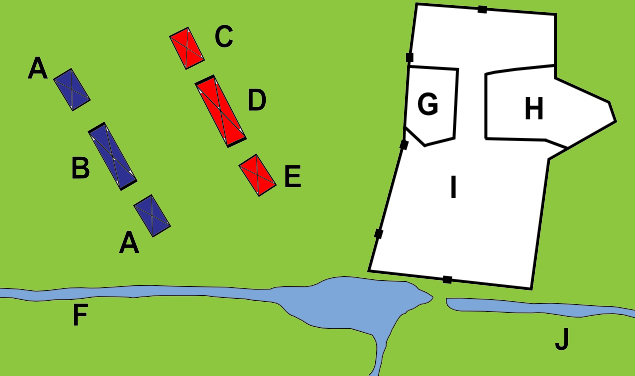
A Batalha de Lincoln. A: forças galesas. B: Roberto de Gloucester. C: Alan da Bretanha. D: Estêvão. E: Guilherme de Ypres. F: Fosso de Dyke. G: Castelo de Lincoln. H: Catedral de Lincoln. I: Cidade de Lincoln. J: Rio Whitman.

O exército angevino era formado por divisões dos homens de Roberto e de Ranulfo, enquanto que nos flancos estavam tropas galesas lideradas por Madog ap Maredudd e Cadwaladr ap Gruffydd. As forças de Estêvão incluiam Guilherme de Ypres, Simeão II de Senlis, Gilberto de Hertford, Guilherme de Aumale, Alan da Bretanha e Hugo Bigot, porém era fraca na cavalaria.
Estêvão comandou o centro de seu exército, com Alan da Bretanha na direita e Guilherme de Aumale na esquerda. As forças de Roberto e Ranulfo tinham superioridade na cavalaria e Estêvão desmontou muitos de seus cavaleiros para formar uma infantaria sólida; ele próprio lutou sem cavalo. Estêvão não era um bom orador público, e pediu para Balduíno de Clare realizar o discurso pré-batalha, que inflamou as tropas. Depois de um sucesso inicial onde Guilherme destruiu a infantaria angevina galesa, a batalha piorou para o rei. A cavalaria de Roberto e Ranulfo cercou o centro de Estêvão e o próprio rei. Muitos de seus apoiadores, incluindo Waleron de Beaumont e Guilherme de Ypres, fugiram nesse momento, mas Estêvão continuou lutando, se defendendo com sua espada e, depois dela ter quebrado, um machado de guerra. Finalmente, ele foi subjugado pelos homens de Roberto e capturado.